# Günter Aumann
Günter Aumann (* 4. Mai 1952 in Augsburg) ist ein deutscher Mathematiker und Autor.
Aumann wurde 1979 an der TU München promoviert (Dissertation: Zur Theorie der (k+1)-Gratregelflächen und der torsalen (k+1)-Regelflächen) und habilitierte sich auch dort 1985 (Theorie einer verallgemeinerten geometrischen Optik). 1988 wurde er Privatdozent und 1989 Professor am Karlsruher Institut für Technologie.
Er befasst sich mit Geometrie und Computergeometrie und schrieb darüber auch populärwissenschaftliche Bücher (daneben ebenfalls über Archimedes). Neben modernen Entwicklungen interessierten ihn hier insbesondere auch
die antiken Wurzeln der Geometrie. Vertieft wurde diese Beziehung zur Antike durch eine jahrzehntelange intensivierte Beschäftigung mit römischen
Münzen. Dies führte dazu, dass Aumann im Frühjahr 2019 eine auch in der Presse rezipierte Monografie über den römischen Kaiser Antoninus Pius publizierte. In fachwissenschaftlichen Rezensionen wurde das Buch ambivalent aufgenommen.

## Schriften
- Archimedes. Mathematik in bewegten Zeiten. Wissenschaftliche Buchgesellschaft, Darmstadt 2013, ISBN 3-534-26247-6.
- Euklids Erbe. Ein Streifzug durch die Geometrie und ihre Geschichte. Wissenschaftliche Buchgesellschaft, Darmstadt 2006 (3. Auflage 2009).
- Geometrie! Mit Farben statt Formeln auf den Spuren Euklids. Primus-Verlag, Darmstadt 2011, ISBN 978-3-89678-711-8.
- Kreisgeometrie. Eine elementare Einführung. Springer, Berlin 2015, ISBN 3-662-45305-3.
- mit Klaus Spitzmüller: Computerorientierte Geometrie (= Reihe Informatik. Bd. 89). Spektrum Akademischer Verlag, Mannheim 1993, ISBN 3-411-16021-7.
- Antoninus Pius. Der vergessene Kaiser. Reichert, Wiesbaden 2019, ISBN 978-3-95490-393-1.
- Fünf Jahre, fünf Kaiser. Die dramatische Zeit vom Jubel um Nero bis zu Vespasians Triumph. Reichert, Wiesbaden 2020, ISBN 978-3-95490-505-8.